# Gran Premio di Germania 1959
Il Gran Premio di Germania 1959 fu la sesta gara della stagione 1959 del Campionato mondiale di Formula 1, disputata il 2 agosto sul tracciato dell'AVUS.
La corsa vide un podio tutto Ferrari, con Tony Brooks vincitore, ed a seguire Dan Gurney e Phil Hill.

## Qualifiche
Il pilota francese Jean Behra morì in una gara di contorno al volante di una Porsche RSK uscendo di pista alla Nordkurve. Per rispetto, la casa tedesca ritirò la partecipazione dell'altra Porsche di Wolfgang von Trips.
| Pos | N° | Pilota              | Auto                | Squadra                    | Tempo  | Distacco |
| --- | -- | ------------------- | ------------------- | -------------------------- | ------ | -------- |
| 1   | 4  | Tony Brooks         | Ferrari 246 F1      | Scuderia Ferrari           | 2:05.9 | -        |
| 2   | 7  | Stirling Moss       | Cooper T51-Climax   | RRC Walker Racing Team     | 2:06.8 | +0.9     |
| 3   | 6  | Dan Gurney          | Ferrari 246 F1      | Scuderia Ferrari           | 2:07.2 | +1.3     |
| 4   | 1  | Jack Brabham        | Cooper T51-Climax   | Cooper Car Company         | 2:07.4 | +1.5     |
| 5   | 3  | Masten Gregory      | Cooper T51-Climax   | Cooper Car Company         | 2:07.5 | +1.6     |
| 6   | 5  | Phil Hill           | Ferrari 246 F1      | Scuderia Ferrari           | 2:07.6 | +1.7     |
| 7   | 9  | Jo Bonnier          | BRM P25             | Owen Racing Organisation   | 2:10.3 | +4.4     |
| 8   | 10 | Harry Schell        | BRM P25             | Owen Racing Organisation   | 2:10.4 | +4.5     |
| 9   | 2  | Bruce McLaren       | Cooper T45-Climax   | Cooper Car Company         | 2:10.5 | +4.6     |
| 10  | 16 | Graham Hill         | Lotus 16-Climax     | Team Lotus                 | 2:10.8 | +4.9     |
| 11  | 11 | Hans Herrmann       | BRM P25             | British Racing Partnership | 2:11.4 | +5.5     |
| 12  | 8  | Maurice Trintignant | Cooper T51-Climax   | RRC Walker Racing Team     | 2:12.7 | +6.8     |
| 13  | 15 | Innes Ireland       | Lotus 16-Climax     | Team Lotus                 | 2:14.6 | +8.7     |
| 14  | 17 | Cliff Allison       | Ferrari 246 F1      | Scuderia Ferrari           | 2:15.8 | +9.9     |
| 15  | 18 | Ian Burgess         | Cooper T51-Maserati | Scuderia Centro Sud        | 2:18.9 | +13.0    |
| DNS | 14 | Wolfgang von Trips  | Porsche 718         | Porsche KG                 | -      | -        |
| DNS | 12 | Jean Behra          | Behra-Porsche       | Privato                    | -      | -        |

## Gara
A causa delle altissime velocità in pista l'evento fu diviso in due manche da 30 giri ciascuna. La classifica finale data dalla somma dei tempi.
| Pos | N° | Pilota              | Costruttore         | Giri | Tempo/Causa Ritiro | Pos partenza | Punti |
| --- | -- | ------------------- | ------------------- | ---- | ------------------ | ------------ | ----- |
| 1   | 4  | Tony Brooks         | Ferrari 246 F1      | 60   | 2:09:31.6          | 1            | 9     |
| 2   | 6  | Dan Gurney          | Ferrari 246 F1      | 60   | + 2.9              | 3            | 6     |
| 3   | 5  | Phil Hill           | Ferrari 246 F1      | 60   | + 1:04.8           | 6            | 4     |
| 4   | 8  | Maurice Trintignant | Cooper T51-Climax   | 59   | + 1 Giro           | 12           | 3     |
| 5   | 9  | Jo Bonnier          | BRM P25             | 58   | + 2 Giri           | 7            | 2     |
| 6   | 18 | Ian Burgess         | Cooper T51-Maserati | 56   | + 4 Giri           | 15           |       |
| 7   | 10 | Harry Schell        | BRM P25             | 49   | + 11 Giri          | 8            |       |
| Rit | 2  | Bruce McLaren       | Cooper T45-Climax   | 36   | Trasmissione       | 9            |       |
| Rit | 11 | Hans Herrmann       | BRM P25             | 36   | Incidente          | 11           |       |
| Rit | 3  | Masten Gregory      | Cooper T51-Climax   | 23   | Motore             | 5            |       |
| Rit | 1  | Jack Brabham        | Cooper T51-Climax   | 15   | Trasmissione       | 4            |       |
| Rit | 16 | Graham Hill         | Lotus 16-Climax     | 10   | Cambio             | 10           |       |
| Rit | 15 | Innes Ireland       | Lotus 16-Climax     | 7    | Differenziale      | 13           |       |
| Rit | 17 | Cliff Allison       | Ferrari 246 F1      | 2    | Frizione           | 14           |       |
| Rit | 7  | Stirling Moss       | Cooper T51-Climax   | 1    | Trasmissione       | 2            |       |

## Statistiche

### Piloti
- 6ª e ultima vittoria per Tony Brooks
- 3ª e ultima pole position per Tony Brooks
- 1° podio per Dan Gurney
- 50º Gran Premio per Stirling Moss

### Costruttori
- 29ª vittoria per la Ferrari
- 5ª tripletta per la Ferrari, la prima dal Gran Premio di Svizzera 1953[1]

### Motori
- 29ª vittoria per il motore Ferrari

### Giri al comando
- Tony Brooks (1-2, 5-13, 15, 18-22, 24-30, 32-35, 37, 40, 42, 46-47, 52-60)
- Masten Gregory (3-4, 23)
- Dan Gurney (14, 16-17, 41, 43-44, 50-51)
- Phil Hill (31, 36, 38-39, 45, 48-49)

## Classifiche Mondiali

### Piloti
| Pos | Pilota              | Punti |
| --- | ------------------- | ----- |
| 1   | Jack Brabham        | 27    |
| 2   | Tony Brooks         | 23    |
| 3   | Phil Hill           | 13    |
| 4   | Jo Bonnier          | 10    |
| 5   | Maurice Trintignant | 9     |
| 6   | Stirling Moss       | 8.5   |
|     | Bruce McLaren       | 8.5   |
| 8   | Rodger Ward         | 8     |
| 9   | Jim Rathmann        | 6     |
|     | Dan Gurney          | 6     |
| 11  | Johnny Thomson      | 5     |
| 12  | Masten Gregory      | 4     |
| 13  | Harry Schell        | 3     |
|     | Tony Bettenhausen   | 3     |
|     | Olivier Gendebien   | 3     |
|     | Innes Ireland       | 3     |
| 17  | Jean Behra          | 2     |
|     | Paul Goldsmith      | 2     |

### Costruttori
| Pos | Team          | Punti |
| --- | ------------- | ----- |
| 1   | Cooper-Climax | 29    |
| 2   | Ferrari       | 24    |
| 3   | BRM           | 16    |
| 4   | Lotus-Climax  | 3     |